# Улица Владимира Емца (Чернигов)
Улица Владимира Емца (до 2023 года — улица Земнухова) (укр. Вулиця Володимира Ємця) — улица в Новозаводском районе города Чернигова, исторически сложившаяся местность (район) Масаны. Пролегает от улицы Апрельская до улицы Масановская. 
Нет примыкающих улиц. 

## История
Новая улица проложена в декабре 1973 года, когда село Масаны вошло в состав города Чернигова. 
Улица переименована поскольку в Чернигове уже была улица с данным названием. В апреле 1974 году Новая улица переименована на улица Земнухова — в честь Героя Советского Союза, члена подпольной организации «Молодая гвардия» Ивана Александровича Земнухова.
С целью проведения политики очищения городского пространства от топонимов, которые возвеличивают, увековечивают, пропагандируют или символизируют Российскую Федерацию, 1 июня 2023 года улица получила современное название — в честь советского футболиста, футбольного тренера Владимира Александровича Емца, согласно Решению Черниговского городского совета № 30/VIII-15 «Про переименование улиц в городе Чернигове» («Про перейменування вулиць у місті Чернігові»).

## Застройка
Улица пролегает между переулками Масановский и Ивана Молявки в северном направлении — к долине безымянного ручья, впадающего в реку Белоус. Парная и непарная стороны улицы заняты усадебной застройкой.  
Учреждения: нет. 